# Carlo Francesco Pollarolo
Carlo Francesco Pollarolo (né aux environs de 1653, peut-être à Brescia – mort le 7 février 1723 à Venise) est un compositeur italien, principalement d’opéras.

## Biographie
On connaît peu de choses sur les années de jeunesse de Pollarolo. Il a reçu les premiers rudiments de musique probablement de son père, Orazio Pollarolo, un organiste attaché d'abord à l'église Santi Nazaro e Celso de Brescia, puis à la cathédrale de la cité. Élève de Giovanni Legrenzi, Carlo Francesco Pollarolo entre en 1665 comme jeune chantre/choriste (au départ dans le chœur des enfants) parmi les chantres et musiciens, tous professionnels, de la basilique Saint-Marc de Venise. Il semble avoir quitté temporairement Venise vers 1685 pour un poste de maître de chapelle à la cathédrale de Brescia. C'est à cette époque qu'il se tourne vers le théâtre et compose de manière prolifique, faisant représenter durant sa vie 73 de ses opéras. Il est nommé en 1690 second organiste à Saint-Marc, tout en exerçant la charge de vice-maître de chapelle et enseigne la musique de 1697 à 1718, y compris à son propre fils, Antonio Pollarolo.

## Œuvres
De nombreux opéras, 2 oratorios, des compositions pour l'église, des pièces instrumentales.